# Papenburger Zeitspeicher

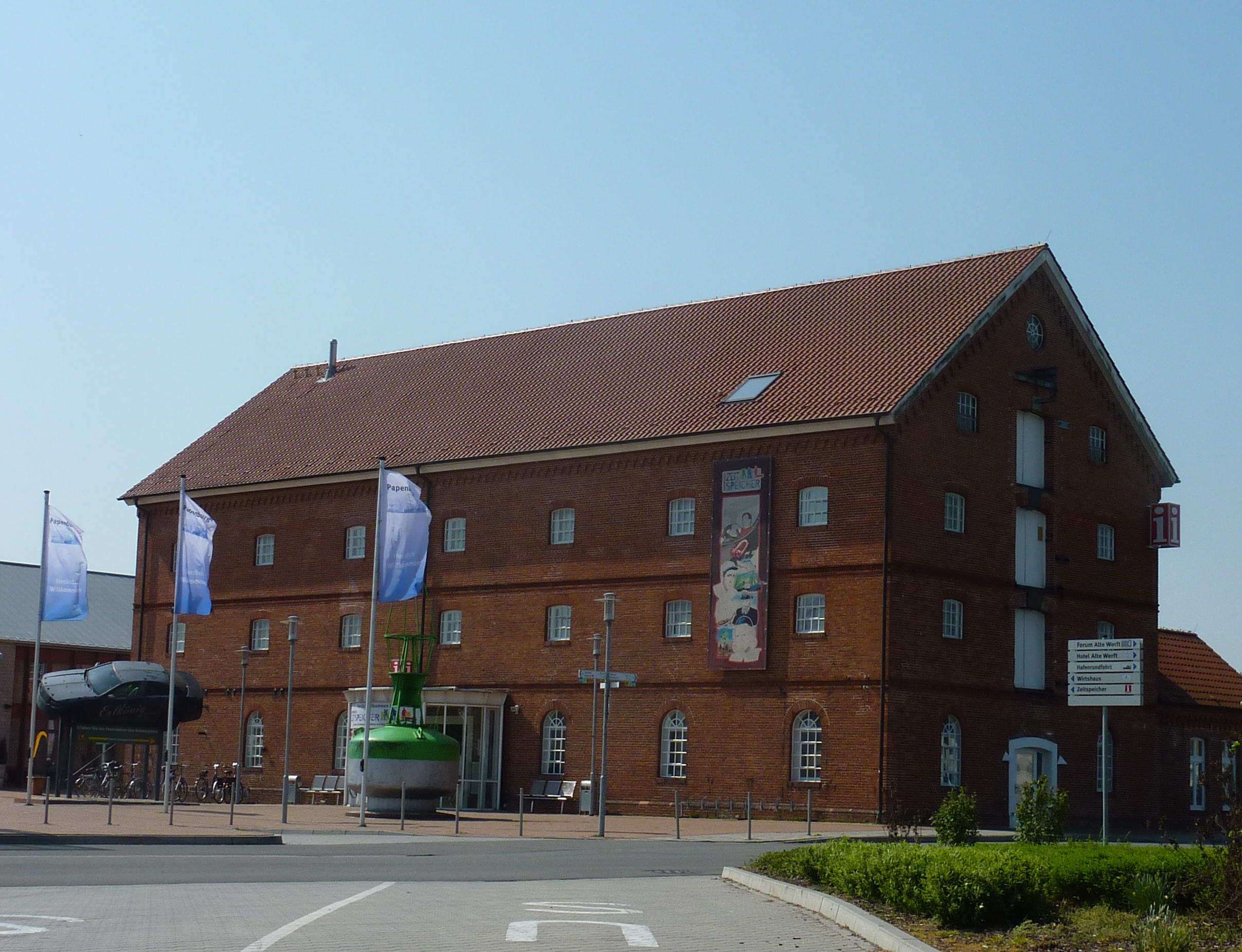
Papenburger Zeitspeicher

Der  Papenburger Zeitspeicher wurde 2022 zur  Maritimen Erlebniswelt Papenburg umgebaut. Es ist ein Gebäude auf dem Gelände der alten Meyer Werft und wird seit Januar 2020 von der LGS gGmbH, die in der Hand der Stadt Papenburg liegt, betrieben. Auf drei Etagen wird  die Entstehung der Stadt Papenburg vom Moor zur Fehnkolonie und die Entwicklung des Schiffbaus vom Holz- zum Stahlschiffbau bzw. von der Segel- zur Dampfschifffahrt erklärt.